# Geografia della Bolivia
La Bolivia (Estado Plurinacional de Bolivia), che prende il nome dal suo fondatore Simón Bolívar, occupa una vasta regione nel settore centro-occidentale del continente sudamericano, a cavallo delle Ande, ed è priva di sbocchi sul mare dal 1883. Comprendendo anche le acque interne, ha una superficie di 1.098.581 km², pari a circa tre volte e mezzo l'Italia, risultando così il quinto Stato più esteso del Sud America. Per numero di abitanti, invece, si colloca all'ottavo posto, con una popolazione di appena 12.512.000 unità secondo 
una stima del 2025, e una densità tra le più basse di qualsiasi Stato indipendente sudamericano: 11,4 abitanti per km².
I suoi confini presentano lunghi tratti rettilinei e tengono conto solo in misura limitata degli elementi naturali di separazione, come crinali montuosi o corsi d'acqua. Ciò è il risultato della tormentata e incerta formazione della giovane Repubblica. A nord e a est il Paese confina con il Brasile: le frontiere seguono solo in parte il corso di alcuni fiumi rilevanti, come l'Acre, l'Abuná, il Madeira e il Guaporé. A sud-est, una serie di linee rette attraversano la vasta pianura del Chaco, separando la Bolivia dal Paraguay. A sud e a ovest, il Paese confina con Argentina, Cile e Perú, seguendo una linea di demarcazione irregolare interamente compresa nella regione andina.
Il punto più settentrionale della Bolivia si trova alla confluenza del Río Abuná con il Río Madeira, a 9°40' S, mentre il più meridionale è situato alla confluenza del Río Bermejo con il Río Grande de Tarija, a poco meno di 23° S. La Bolivia è dunque interamente compresa nella zona intertropicale e si estende in latitudine per oltre 13°. L'estensione in longitudine è di poco inferiore (12°), andando dal lago Mandioré (57°35' O), il punto più orientale dello Stato, fino a circa 69°40' O, nel bacino superiore del Río Mauri, affluente destro del Desaguadero.

## Geomorfologia
Il territorio della Bolivia è costituito da due regioni morfologicamente ben distinte. Circa un terzo della sua superficie, situato a sud-ovest, si estende nella regione andina (Altiplano), occupando la vasta e alta sezione centrale compresa tra il lago Titicaca e il punto d'incrocio dei confini argentino e cileno. Ai piedi delle Ande, e verso oriente, si estende un'ampia fascia di bassopiani, i llanos, che si abbassano progressivamente in due direzioni opposte: a nord-est verso il bacino del Río delle Amazzoni e a sud-sud-est verso il Río de la Plata.
La regione andina si può suddividere in tre zone: l'altopiano vero e proprio e due imponenti catene montuose che lo delimitano ai lati, con vette che raggiungono, e talvolta superano, i 6000 metri sul livello del mare. Tra questi due allineamenti montuosi, che si sviluppano in direzione nord-ovest/sud-est, l'altopiano si configura come un'area depressa, con altitudini variabili tra i 3700 e i 3800 metri. È caratterizzato dalla presenza di numerosi laghi e salares, vaste distese di paludi salate la cui estensione varia sensibilmente a seconda delle stagioni.

### La regione andina
La Cordigliera occidentale, che costituisce il margine occidentale delle Ande, è compresa solo in parte nel territorio boliviano: il confine della Repubblica, infatti, è generalmente spostato a est rispetto allo spartiacque principale della catena.
Dal punto di vista geologico, la Cordigliera occidentale è formata da un basamento di rocce cristalline (soprattutto porfiriti) eruttive o intrusive, di origine archeozoica e paleozoica. Su di esse si sono depositate rocce sedimentarie mesozoiche e cenozoiche. Al di sopra di queste formazioni, che a sud del 17º parallelo danno origine a una sorta di penepiano con altitudini generalmente comprese tra i 4000 e i 4500 metri, si innalzano numerosi edifici vulcanici recenti, le cui cime sono spesso coperte da nevi perenni. I principali vulcani della Bolivia sono tuttavia in gran parte in stato di quiescenza o presentano solo un'attività solfatarica. Tra questi si possono ricordare il Sajama (6542 m), la vetta più alta del Paese, situato nell'angolo nord-occidentale del dipartimento di Oruro, l'Ollagüe (5870 m), al confine tra il dipartimento di Potosí e il Cile, e il Licancabur, la cui vetta raggiunge i 5920 metri nell'estremità sud-occidentale dello Stato.
Subito a est della Cordigliera Occidentale si estende la vasta zona depressionaria dell'altopiano, inclinata lievemente da nord-ovest a sud-est. Una potente coltre alluvionale ha in gran parte cancellato le asperità del terreno e, solo in alcune aree a sud del lago Titicaca, affiorano dalle alluvioni numerose colline andesitiche, che con la loro disposizione irregolare suddividono la depressione in bacini minori. Il principale di questi è compreso tra il lago Titicaca e il lago Poopó; situato a un'altitudine media di circa 3700 metri, facilita le comunicazioni attraverso la regione andina e ne rappresenta la parte centrale e più popolata. È ricoperto da una coltre alluvionale costituita essenzialmente da argille di origine lacustre, sostituite ai margini da alluvioni grossolane, dovute ai depositi trasportati da corsi d'acqua a regime torrentizio.

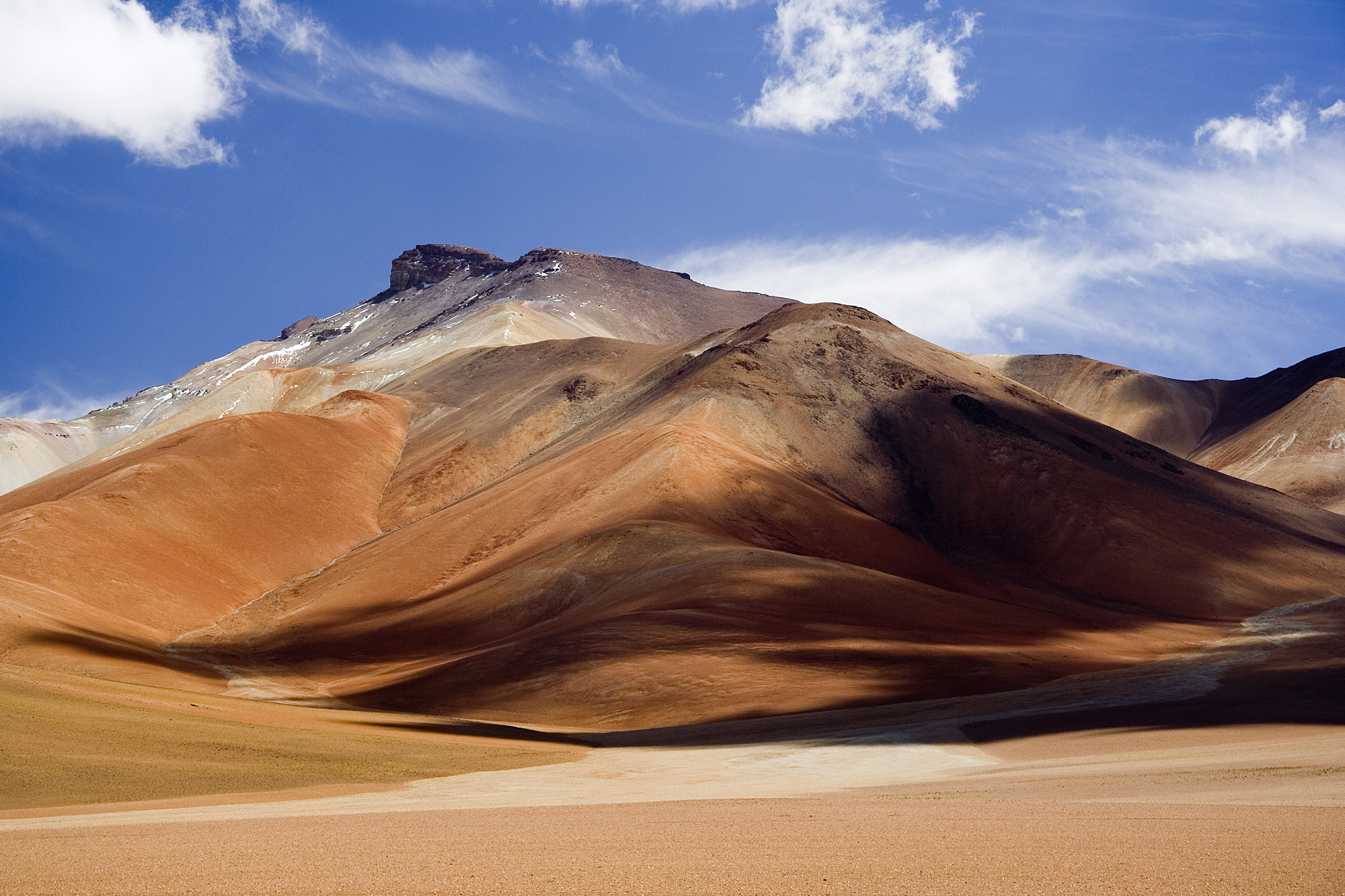
I colori dellAltiplano boliviano.

Come la Cordigliera Occidentale, anche la Cordigliera Orientale si presenta come una vera e propria catena montuosa fino al 17º parallelo sud, per poi trasformarsi, nel tratto più meridionale, in un altopiano su cui si innalzano massicci montuosi con altitudini che aumentano progressivamente verso sud. La sezione settentrionale, fino alla valle del Río La Paz, prende il nome di Cordillera Real, mentre più a sud è nota come Cordillera de Quimza Cruz. Entrambe sono costituite da formazioni intrusive di natura granitica, coperte a nord e a sud da scisti neri siluriani e da arenarie del Devoniano. A sud del 17° parallelo, invece, prevalgono rocce primarie e secondarie, sollevate verso ovest da intrusioni recenti di natura andesitica.
Presso il 17º parallelo si dirama dalla Cordillera Real la Cordigliera di Cochabamba (5200 m), che si estende inizialmente verso est per poi piegare gradualmente verso sud. Le sue diramazioni si dissolvono nelle pianure orientali, delimitando un ampio triangolo intercalato da valli e catene montuose, prevalentemente orientate verso est-sud-est. Questa regione, per le sue bellezze naturali e la varietà dei suoi paesaggi, è spesso chiamata Svizzera boliviana.
Dal punto di vista morfologico, la Cordigliera Orientale presenta caratteristiche diverse lungo il suo sviluppo da nord a sud, analogamente a quanto avviene nella Cordigliera Occidentale, sebbene qui in modo più marcato. Nel tratto più settentrionale, dove il clima è più umido, il paesaggio è più aspro e numerosi sono i ghiacciai: la glaciazione quaternaria ha lasciato innumerevoli tracce fino a quote inferiori ai 4000 metri. Procedendo verso sud, in zone a clima più arido, l'idrografia diventa più scarsa e le caratteristiche della morfologia glaciale, come le valli a forma di U e i depositi morenici, si attenuano progressivamente. In tutta la regione, tuttavia, si può osservare che l'andamento del rilievo segue la tettonica locale: le valli corrispondono a pieghe sinclinali, mentre le catene montuose, o sierras, a pieghe anticlinali.
Nella Cordigliera Real, in prossimità del lago Titicaca, si innalzano alcune delle cime più elevate delle Ande, tra cui il Pico del Norte (6070 m), l'Illampu (6368 m), l'Ancohuma (6425 m), il Chearoco (6127 m), il Chachacomani (6074 m) e l'Huayna Potosí (6088 m), in un rapido susseguirsi di maestose cime granitiche scintillanti di ghiaccio e neve. Nella sezione centrale della cordigliera si erge invece l'Illimani (6439 m), che domina la città di La Paz.

### Le pianure orientali
Circa due terzi del territorio boliviano si estendono nelle basse regioni orientali, comprendendo i bacini dei fiumi Río Beni e Río Mamoré a nord e al centro, l'altopiano di Chiquitos e di Velasco al centro e a ovest, e una parte del Chaco a sud.
I bacini idrografici del medio e basso corso del Río Beni e del Río Mamoré, i due principali fiumi amazzonici della Bolivia, coprono un'ampia area pianeggiante che si estende in latitudine per circa 9°, fino a sfiorare il 19º parallelo sud. A nord del 16º parallelo prevalgono terreni argillosi quasi perfettamente orizzontali, spesso soggetti a vaste inondazioni. A sud, invece, e lungo i margini delle catene montuose che delimitano la pianura, i corsi d'acqua hanno depositato una spessa coltre sabbiosa, modellata dai venti in frequenti dune.
Verso ovest, la pianura dell'alto Mamoré si innalza fino a formare l'altopiano di Chiquitos e di Velasco, che si espande verso est in una conformazione triangolare, la cui base ha per estremi la confluenza del Río Verde con il Río Guaporé (o Iténez) a 14° sud e il lago Cáceres, situato intorno al 19° sud. La superficie dell'altopiano, molto irregolare, è ricoperta da materiali detritici e alluvionali che, solo in alcuni punti, lasciano emergere affioramenti di rocce metamorfiche. È inoltre interrotta da alcune sierras, le cui sommità arenacee raggiungono altitudini fino a 1200 metri. Il suolo, generalmente poco permeabile, favorisce la formazione di paludi, tra cui gli estesi Bañados del Izozog. Più a sud di queste regioni, vicino al confine con il Paraguay, si estende il Chaco boliviano, la sezione settentrionale del Gran Chaco. Questa vasta pianura alluvionale, spesso punteggiata di dune mobili, degrada gradualmente verso sud-est. I corsi d'acqua sono scarsi e tendono a disperdersi tra le sabbie o a confluire in paludi.

## Idrografia
L'idrografia del territorio boliviano è caratterizzata dalla presenza di diversi bacini chiusi, privi di deflusso al mare, che danno origine, talvolta, a laghi di grande estensione e più spesso a paludi dai contorni estremamente variabili. 

### Fiumi
I principali fiumi della Bolivia appartengono al bacino del Rio delle Amazzoni e raccolgono le loro acque dai versanti orientali della regione andina, formando un sistema a ventaglio che confluisce nel Rio Madeira, uno dei più potenti affluenti del grande fiume brasiliano. L'unico fiume amazzonico che nasce all'interno dell'altopiano andino è il Río de La Paz, che attraversa la città omonima. Scendendo attraverso una profonda valle che incide la Cordillera Real, viene considerato il principale ramo sorgentifero del Río Beni. Quest'ultimo è il secondo fiume della Bolivia e, nell'ultimo tratto del suo corso, riceve da sinistra il Río Madre de Dios, il terzo fiume più importante della Bolivia, e il Río Ortón, diventando così uno degli affluenti principali del Rio Madeira. Altri grandi affluenti del Rio Madeira sono il Río Mamoré, interamente in territorio boliviano, e il Río Guaporé, che nasce nel Mato Grosso e che per un lungo tratto segna il confine tra Bolivia e Brasile.

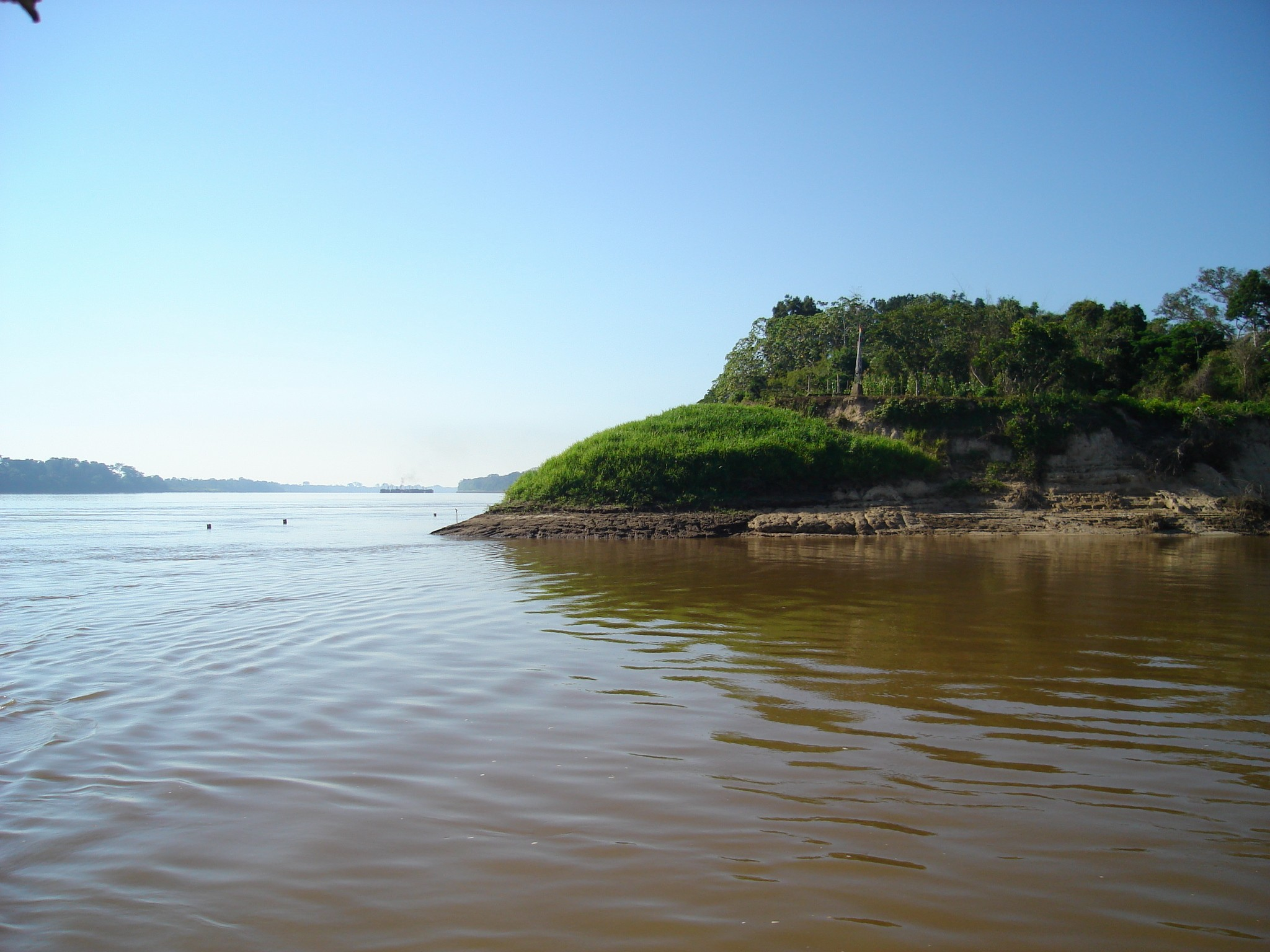
Il punto più settentrionale della Bolivia.

Il Mamoré è il fiume più lungo e importante del Paese. Nasce con il nome di Río Grande o Guapay, sulle pendici occidentali della catena di Cochabamba, e inizialmente scorre verso sud per poi curvare ampiamente verso nord, attraversando e spesso inondando per mesi consecutivi (da dicembre a giugno) la regione pianeggiante settentrionale della Bolivia, nota come Llanos de Mojos.
L'unico importante corso d'acqua che defluisce verso sud, nel bacino del Río de la Plata, è il Río Pilcomayo, che nasce nell'altopiano andino. Per un breve tratto segna il confine tra Bolivia e Argentina e, per un tratto notevolmente più lungo, separa l'Argentina dal Paraguay, per poi esaurirsi in un ampio bacino di evaporazione.

### Laghi
Il principale bacino idrografico interno della Bolivia è la depressione andina centrale, che ospita i bacini lacustri del Titicaca e del Poopó. Il Titicaca è il lago più esteso del Sud America (8372 km²) ed è solo in parte compreso nel territorio boliviano. Raggiunge una profondità di 281 metri e si trova a 3812 metri sul livello del mare. Riceve le acque di numerosi torrenti provenienti sia dal versante boliviano che da quello peruviano e ha un unico emissario, il Río Desaguadero, che lo collega al secondo grande lago della regione: il Poopó. Quest'ultimo ha una superficie di 1340 km² e si trova circa 150 metri più in basso del Titicaca. A causa della forte evaporazione, la sua salinità è molto elevata, raggiungendo il 16‰. La sua profondità non supera generalmente i 3 metri.
A sud-ovest del Poopó si estendono il lago di Coipasa, con il salar omonimo, e l'ampio Salar de Uyuni, un vastissimo bacino di evaporazione composto da paludi salmastre, i cui limiti variano notevolmente a seconda delle stagioni e sfumano in ampie distese saline.
Tra gli altri laghi degni di nota si possono citare il Lago Asiruqucha, il Parququcha, il Qullpaqucha, la Laguna Hedionda e le cosiddette Lagune dei Colori, ovvero la Laguna Blanca, la Laguna Celeste, la Laguna Colorada e la Laguna Verde.

## Clima
Data la sua estensione in latitudine (circa 13°) e la conformazione del territorio, la Bolivia presenta un clima estremamente vario. Tuttavia, le conoscenze climatiche del Paese sono ancora piuttosto approssimative, poiché esistono solo tre stazioni meteorologiche permanenti, tutte situate nella regione andina: La Paz (3632 m), Cochabamba (2570 m) e Sucre (2850 m).
A La Paz, la temperatura media annua è di circa 9 °C, con un'escursioni termica annua di circa 4 °C e una piovosità media di 560 mm. A Cochabamba, i dati corrispondenti sono: 17 °C, 6 °C e 460 mm; mentre a Sucre si registrano valori di 12 °C, 5 °C e 665 mm.
In generale, l'altopiano andino ha un clima di montagna caldo, con temperature medie annue che non superano mai i 20 °C. Le precipitazioni raggiungono i valori massimi tra dicembre e marzo (spesso sotto forma di neve nelle zone più elevate), mentre da maggio ad agosto prevale una marcata siccità. La piovosità diminuisce progressivamente da nord a sud. Temporali e grandinate sono particolarmente frequenti nel triangolo compreso tra la Cordigliera Orientale e la Cordigliera di Cochabamba.
Le pianure del Beni e del Mamoré sono caratterizzate da un clima equatoriale, con temperature e umidità costantemente elevate e precipitazioni distribuite in modo uniforme durante tutto l'anno: le piogge si verificano quasi quotidianamente nelle ore pomeridiane. Procedendo verso sud, nell'altopiano di Chiquitos e nel Chaco, la piovosità diminuisce progressivamente, raggiungendo i valori massimi in corrispondenza del passaggio del sole allo zenit. Si osserva inoltre un'accentuata escursione termica e la presenza di una vera e propria stagione secca.
| Varietà di paesaggi della Bolivia               |                                              |                                                  |                                        |
|                                                 |                                              |                                                  |                                        |
| La yunga (Dipartimento di La Paz)               | Deserto di Dalí (Dipartimento di Potosí)     | Foresta di Chaqueño (Dipartimento di Santa Cruz) | Samaipata (Dipartimento di Santa Cruz) |
|                                                 |                                              |                                                  |                                        |
| Foresta amazzonica (Dipartimento di Cochabamba) | Altipiano di Collao (Dipartimento di La Paz) | Isla del Pescado (Dipartimento di Potosí)        | Lago Glaciar (Dipartimento di La Paz)  |

## Flora e fauna
Nelle regioni settentrionali ed orientali della Bolivia domina la foresta equatoriale, sempre lussureggiante e ricca di una straordinaria varietà di essenze. Tra i giganteschi alberi spiccano il cedro, le araucarie e altre specie di legno pregiato, mentre tra le piante officinali si trovano l'arnica e la valeriana. Numerose sono anche le agavi, utilizzate per la produzione di fibre tessili e bevande alcooliche, così come le piante da caucciù. È quasi impossibile stabilire il numero esatto di specie vegetali presenti nella vasta e spesso impenetrabile foresta boliviana, che, mutando gradualmente aspetto, risale anche le valli lungo il versante orientale delle Ande.
Nelle valli, in particolare nella loro parte inferiore, la foresta assume le caratteristiche di una rigogliosa foresta tropicale, le cui peculiarità variano in base all'altitudine. Questa zona è nota come yungas, ed è caratterizzata dalla presenza di banano, cacao, canna da zucchero, cotone e coca. Salendo di quota, la vegetazione, pur restando ricca di specie, si alterna con coltivazioni, alcune non autoctone (come cereali e alberi da frutto), e altre originarie del luogo, come la coca e le patate dolci. Questa fascia più elevata delle valli andine è propriamente chiamata valles.
Sull'altopiano, fatta eccezione per le zone prossime ai grandi laghi, che mitigano leggermente il rigore del clima, domina la puna, un ecosistema simile alla steppa, con vegetazione rada composta principalmente da graminacee, come la Jarava ichu, e da cactacee.
Sui bassipiani orientali, procedendo verso sud, la foresta pluviale lascia progressivamente spazio alla caatinga e ai campos. La caatinga è una foresta tropicale con vegetazione a ritmo stagionale: durante la stagione delle piogge è lussureggiante, mentre nella stagione secca le erbe si disseccano e gli alberi perdono il fogliame, riducendo al minimo le loro funzioni vitali. I campos sono formazioni vegetali simili alla savana, caratterizzate da vaste distese di erbe alte, punteggiate qua e là da gruppi di alberi d'alto fusto. A seconda del rapporto tra erbe e alberi, si distinguono due tipi di campos: i campos limpios, quasi privi di alberi, ed i campos cerrados, in cui la vegetazione arborea è predominante, formando vere e proprie boscaglie.

### Fauna
La fauna boliviana è distribuita in due principali regioni ecologiche, profondamente diverse tra loro.
Il primo distretto è rappresentato dall'altopiano, che è relativamente povero di specie e individui. Gli animali più caratteristici di questa zona sono due camelidi, il lama (Lama glama) e l'alpaca (Vicugna pacos), entrambi allevati su larga scala. Tra gli altri animali rappresentativi dell'altopiano si possono citare l'orso dagli occhiali, la chinchilla e il condor.
Di gran lunga più varia e ricca è la fauna delle pianure orientali, dove abbondano anfibi, rettili e uccelli. Anche i mammiferi sono ben rappresentati, con specie come il giaguaro, il pecari, l'istrice, il formichiere e la lepre.